# Empuje (arquitectura)

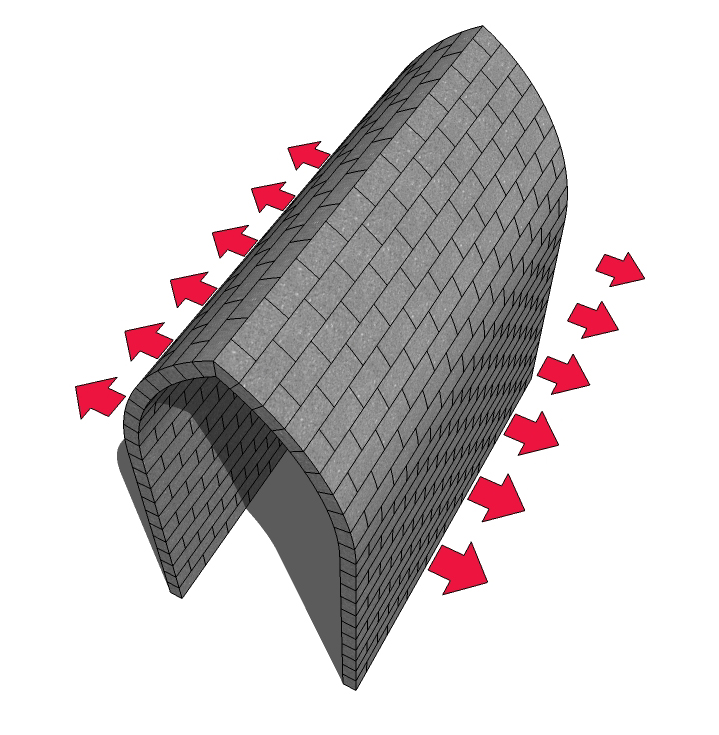
Empujes en una bóveda de cañón apuntada.

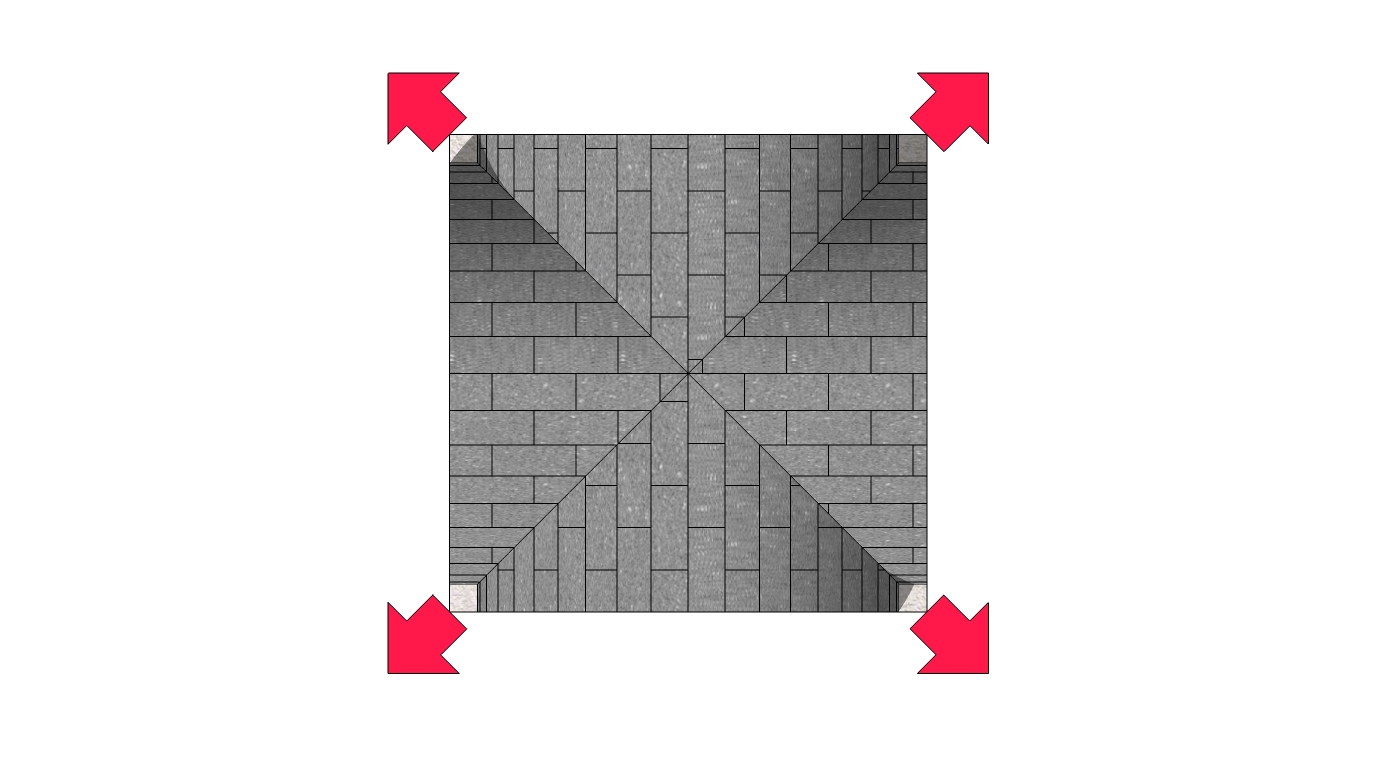
Plano de una bóveda de arista desde arriba mostrando los empujes resultantes.

Un empuje (del latín: impulsare, "impulsar contra"), en arquitectura, es la fuerza ejercida por una estructura construida a otra, especialmente a un arco, bóveda o armadura que la sustenta, o a su vez, la descarga sobre una tercera.
Estas fuerzas han de ser contrarrestadas para alcanzar el equilibrio estructural, evitando, en lo posible, las deformaciones, y en última instancia, el colapso de los muros. Para ello, deben diseñarse estructuras donde las fuerzas de empuje se descarguen oblicuamente sobre estructuras menores de contrarresto.
En el caso del empuje de una bóveda (también llamada presión de la bóveda), su peso hace que las fuerzas de empuje se dirijan siempre hacia afuera, lo que puede provocar grietas o inclinaciones e incluso el colapso de las paredes exteriores y, con ello, el de la propia bóveda o grandes partes de la estructura. Los empujes resultantes y, por tanto, sus efectos, dependen de la luz y el peso de la bóveda, pero también hay que tener en cuenta, entre otros, la estabilidad y presión lateral del terreno, la carga de nieve o la presión del viento, el agua y el hielo.

## Soluciones
Para el contrarresto  de estos empujes se pueden utilizar varias soluciones. En un principio, las más sencillas son la construcción de muros sustentantes de mayor espesor, los contrafuertes, arbotantes, tirantes o anclajes anulares. 
Los contrafuertes añadidos durante el período de construcción o posteriormente fueron el método más común utilizado durante siglos. Con ellos se evitaba, con mucho menor material, el construir un muro de mayor espesor. Los arbotantes se empezaron a usar en el Románico para ser utilizados masivamente durante el Gótico. Los tirantes de madera ya se conocían en la Edad Media (como en la iglesia de la abadía de San Filiberto de Tournus), aunque raramente se usaban. Los tirantes de hierro y los anclajes anulares no se usaron regularmente hasta finales del Renacimiento (como en la cúpula de la catedral de Santa María del Fiore de Florencia) o en el período barroco (como en la Frauenkirche de Dresde).

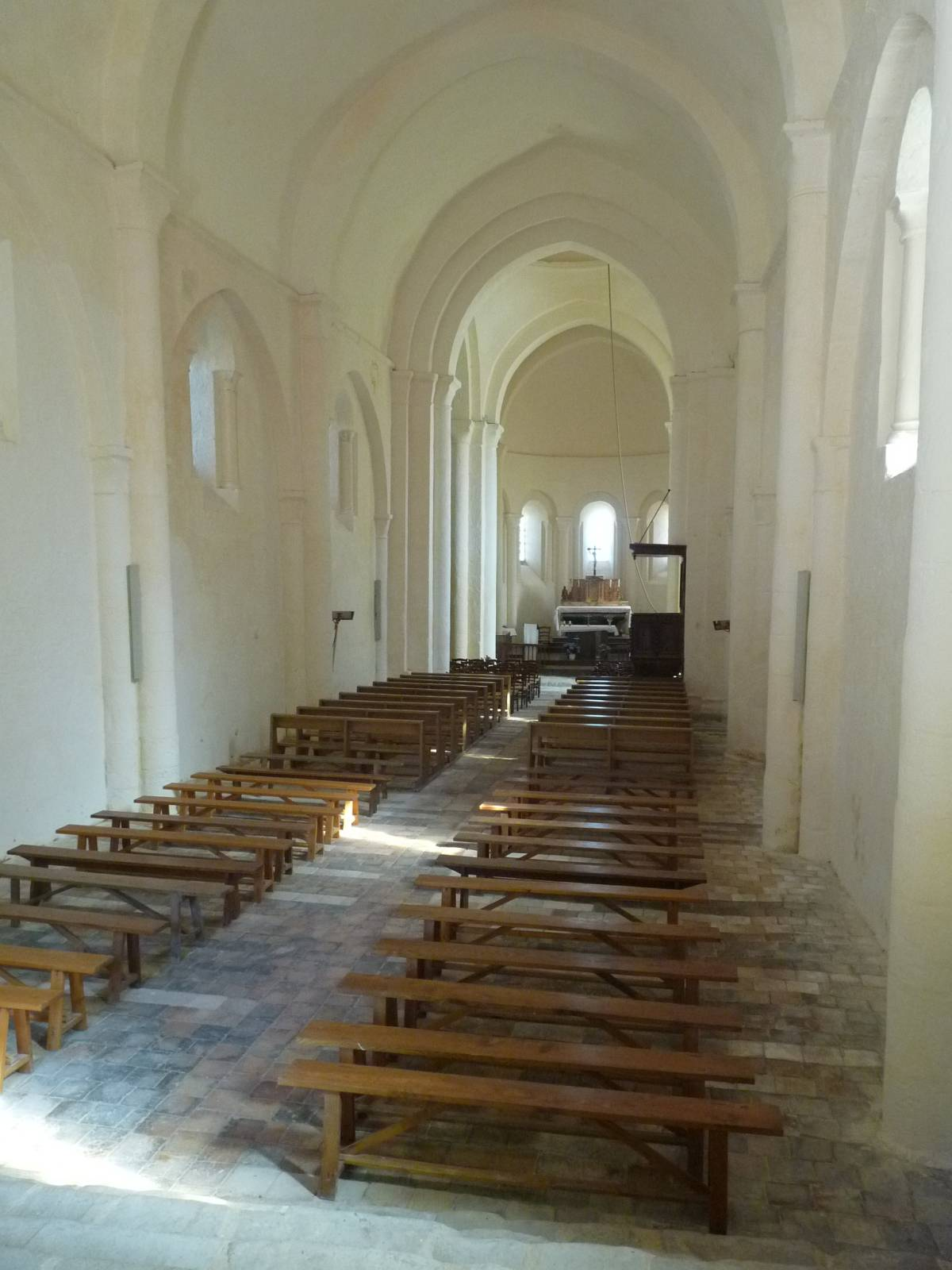
Berneuil, iglesia de Notre-Dame de Berneuil – Inclinación de los muros exteriores debido al empuje del arco.
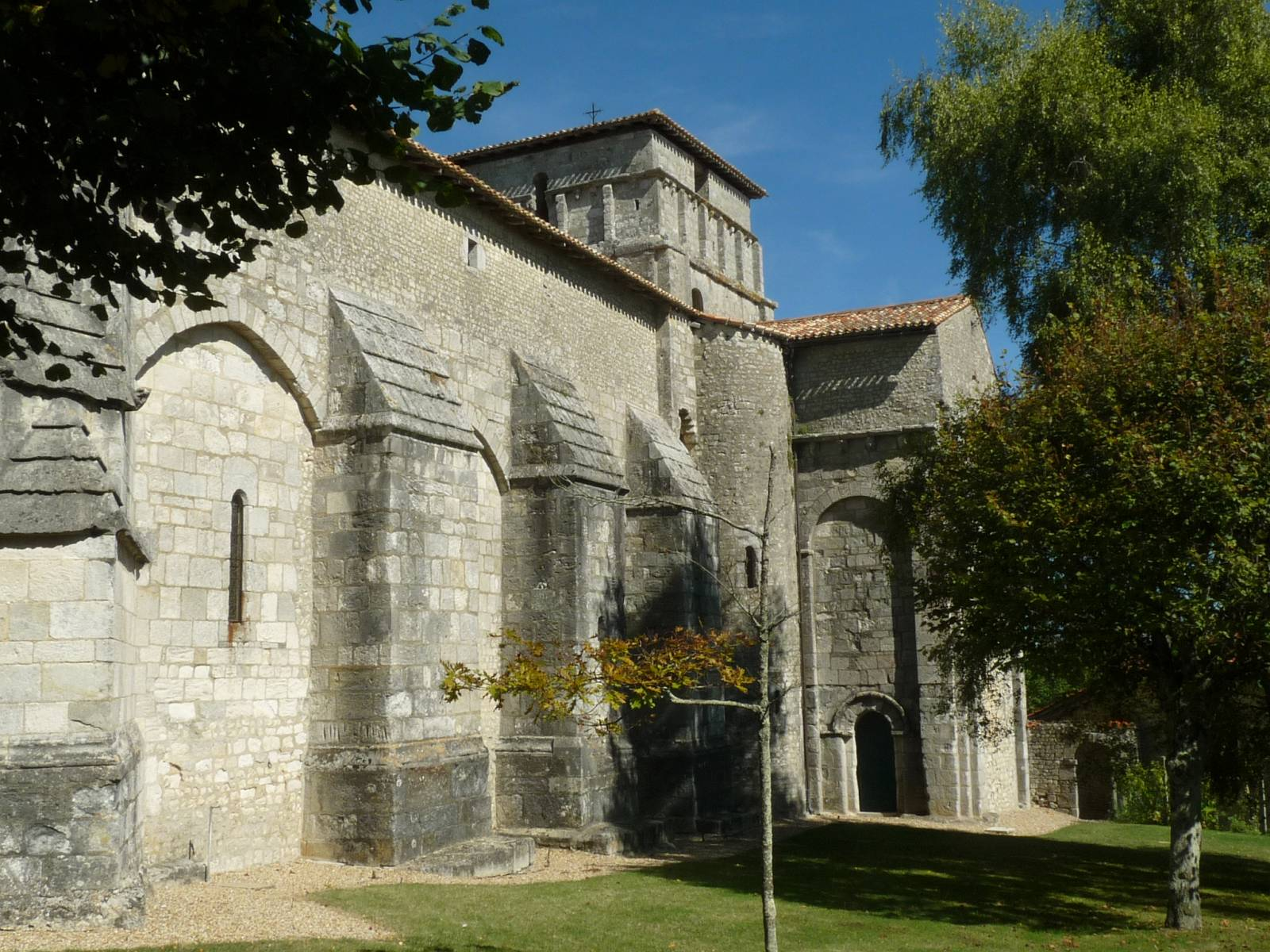
Berneuil, iglesia de Notre-Dame de Berneuil – Contrafuertes añadidos lateralmente en los muros exteriores.
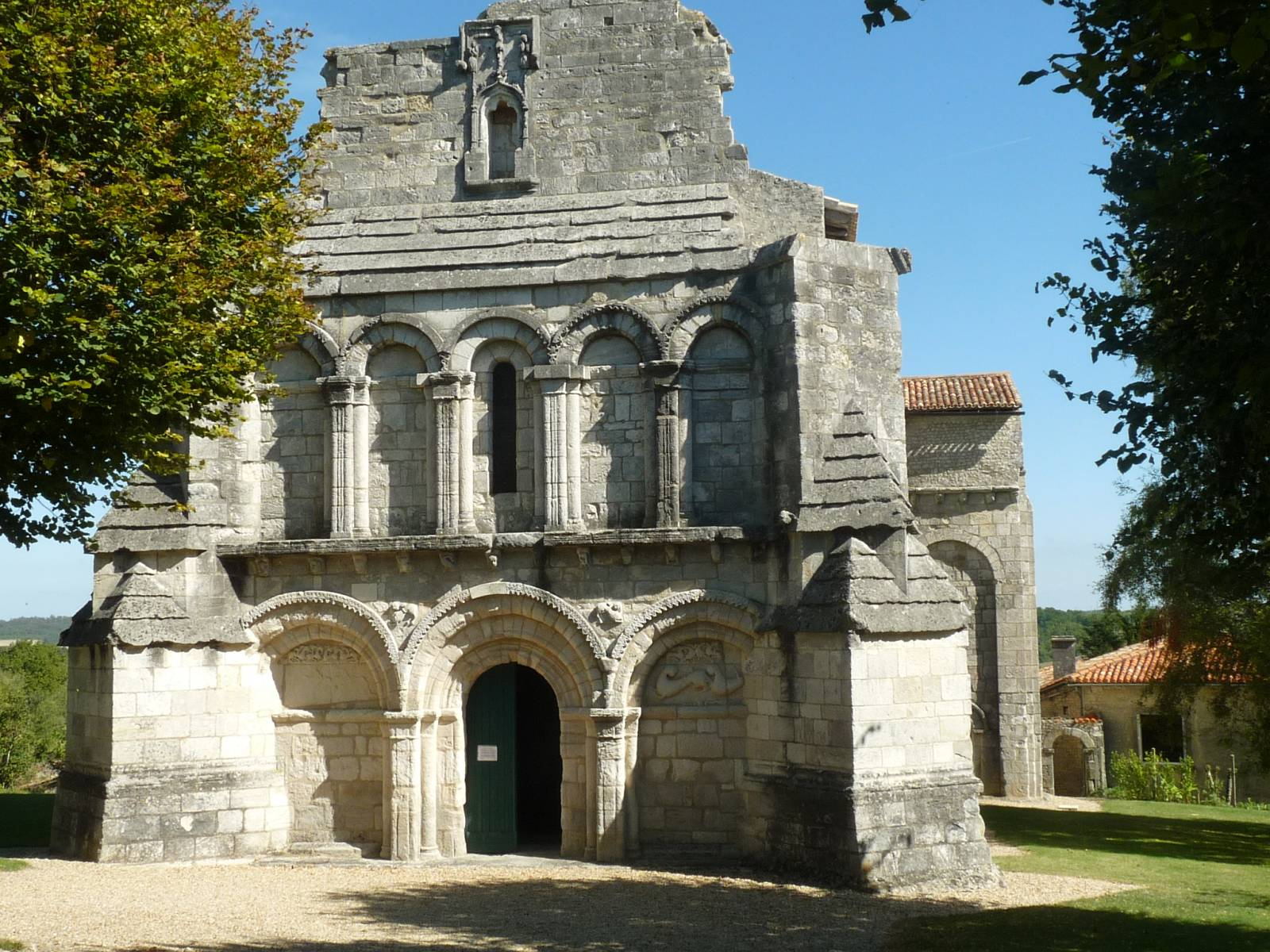
Berneuil, iglesia de Notre-Dame de Berneuil – Contrafuertes añadidos lateralmente en los muros exteriores.
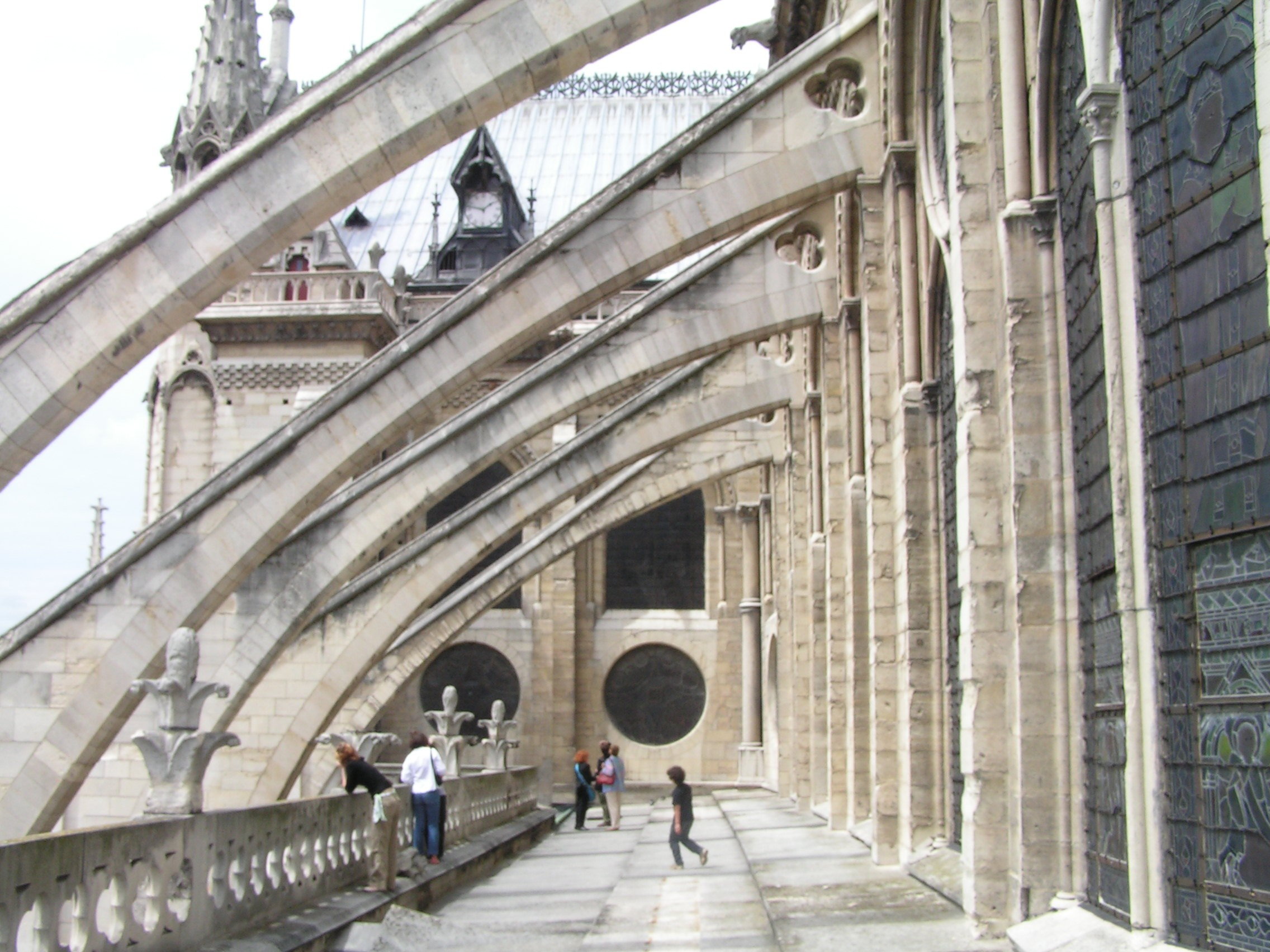
París, catedral de Notre Dame - Arbotantes de 1230.
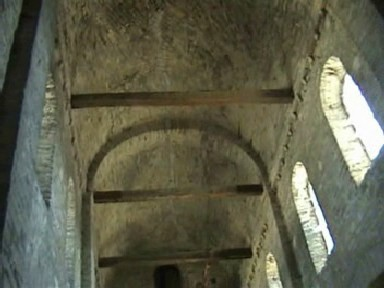
Tournus, iglesia de la abadía de San Filiberto – Tirantes de madera en la parte delantera superior de la iglesia.